# マリュス・グリゴニス
マリュス・グリゴニス（Marius Grigonis、1994年4月26日 - ）は、リトアニアのバスケットボール選手。

## 経歴
2016年、リオデジャネイロオリンピックでリトアニア代表に選ばれた。
2018年7月3日、古巣BCジャルギリスと3年契約を結んだ。2020年7月8日、ジャルギリスとの契約を更新。
2020年10月、ユーロリーグの月間MVPに選出された。
2021年6月、PBC CSKAモスクワと3年契約を結んだ。2022年、ロシアがウクライナを侵攻したことを受け、退団。同年7月14日、パナシナイコスBCと2年契約を結んだ。